# تكنيكاس ريونيداس
تكنياس رونيداس، أس أيه ( تلفظ بالإسبانية: ‎/ˈteknikas rewˈniðas/‏ ، والتي تعني «التقنيات المجمعة») ، أو (TRSA)، هي مقاول عام إسباني يوفر الهندسة والمشتريات والبناء لمحطات توليد الطاقة والصناعية ، لا سيما في قطاع النفط والغاز . منذ أبريل 2008 ، أصبحت الشركة جزءًا من مؤشر الأسهم الإسبانية الكبير إبيكس 35 .
TRSA هي الشركة القابضة الرئيسية لمجموعة من الشركات القادرة على تقديم العديد من الخدمات المتكاملة المختلفة للمشاريع الجاهزة في جميع أنحاء العالم. منذ عام 1959 ، قامت مجموعة شركات TRSA بتصميم وبناء أكثر من 1000 مصنع صناعي في جميع أنحاء العالم. تمثل المشاريع الدولية 70٪ من مبيعات الشركة السنوية ، خاصة في أمريكا اللاتينية والصين .  كما انتقلت الشركة بشكل متزايد إلى منطقة الشرق الأوسط ،  وفي يناير 2009 حصلت على عقد بقيمة 1.2 مليار دولار لتطوير حقلين بريين في الإمارات العربية المتحدة لصالح شركة تابعة لأدنوك . 

## روابط خارجية
- الموقع الرسمي